# Barh el Gazel Sud
Pour les articles homonymes, voir Bahr el-Ghazal.
Le Barh el Gazel Sud est un des 4 départements composant la province du Barh el Gazel au Tchad. Son chef-lieu est Moussoro.

## Toponymie et graphie
La province tire son nom du Bahr el Ghazal, ancien fleuve.
Plusieurs graphies coexistent. La forme Barh el Gazel est celle qui est utilisée pour nommer les unités administratives, la province et les départements qui la composent (ordonnance n° 038/PR/2018, article 1er : la présente ordonnance détermine le nombre, les dénominations et les délimitations des unités administratives ...).

## Subdivisions
Le département du Barh el Gazel Sud est divisé en 4 sous-préfectures :
- Moussoro
- Fizigui
- Amsilep
- Tourdjigna

## Administration
Préfets du Barh el Gazel Sud (depuis 2008)
- 9 avril 2008 : Abakar Adoum[1],[2]